# Clover (manga)
Clover (クローバー, Kurōbā) és un manga creat pel quartet de dibuixants CLAMP publicat al Japó entre el 1997 i el 1999, temps en el qual es van editar quatre toms per després quedar inconclusa. El 2008, se n'ha fet una reedició condensant els quatre toms inicials en dos.

## Argument
La història es desenvolupa en un món amb una tecnologia clarament futurista però amb signes d'una profunda decadència. Els dirigents aquest país, un consell de 5 bruixots, van portar a terme un projecte consistent en classificar a tots els habitants del país que tinguessin poders segons el nivell d'aquests. El projecte s'anomenà "Projecte Fulla de Trèvol", i posaren un tatuatge d'un trèvol d'una fulla al més dèbil, mentre que un de quatre fulles al més poderós.
La protagonista de la història és Suu, l'únic trèvol de quatre fulles existent. Suu viu tancada dins un palau de cristall per estar aïllada del món, però el seu màxim desig és ser feliç. Per això, el consell de bruixots encomana a un soldat retirat, en Kazuhiko, la missió de dur Suu al lloc on ella diu que hi trobarà la felicitat, un parc en ruïnes anomenat "Parc de les Fades".
La part anteriorment exposada consistiria en la primera línia temporal, present als toms 1 i 2. En els toms 3 i 4, però, s'explica el passat de la història:
En el tom 3 es conta com es van conèixer Suu i Oruha, qui canta la cançó que envaeix totes les pàgines de la història. També es veu la història d'amor entre en Kazuhiko i Oruha, i els motius pels quals Kazuhiko es va retirar de l'exèrcit.
Finalment, el tom 4 es desenvolupa la història dels trèvols de tres fulles, que inicialment eren 3, anomenats A, B i C, però un d'ells va morir. També es conta com un d'ells va assolir la felicitat anhelada.

## Personatges

### Suu
La protagonista de la història, un trèvol de 4 fulles (El de màxim poder), que ha crescut aïllada del món essent controlats tots els seus moviments pel consell de bruixots, ja que aquests amb prou feines poden controlar els trèvols de tres fulles. Per això, si Suu entrés en contacte amb algú, seria com donar-li el control del món a aquesta persona. Tot i així, se'n va al Parc de les Fades amb Kazuhiko, qui té la missió de portar-li. Allà, veu la figura que ella associa a Oruha, una cantant amb qui va ser amiga temps enrere. També confessa el seu amor cap a Kazuhiko, per la qual cosa el consell decideix posar fi a la vida del soldat. Tot i així, en l'últim moment, Ran salva els que eren al Parc excepte Suu, qui queda allí i provoca una gran explosió que destrueix el Parc amb ella a dins.

### Kazuhiko F. Ryu
És un soldat de la divisió secreta retirat a qui li és encomanada la missió de portar Suu al Parc de les Fades, ja que és el net d'una dels bruixots, la general Kou'. Aquesta li tatua una fulla a la mà, dient-li que quan acabi la missió aquesta s'esborrarà. Després d'algunes aventures, Kazuhiko aconsegueix portar a terme la seva missió gràcies a uns amics, Gingetsu i Ran, els que l'ajuden a escapar uns quants cops. Tot i així, les autores donen èmfasi que, després que la Suu hagués dit que era feliç i s'hagués immolat dins el Parc, Kazuhiko encara porta la fulla tatuada a la mà. Kazuhiko també va ser la parella d'Oruha.

### Oruha
Una cantant d'un club de nit, la qual es va fer amiga de Suu, ja que aquesta pot llegir les ones de ràdio sense cap esforç. La Oruha i Suu, la seva primera fan, van començar a compondre juntes (per telèfon) les cançons que cantava Oruha cada nit davant l'audiència i especialment la seva parella Kazuhiko. Tot i així, el dia de l'aniversari d'Oruha, aquesta confessa a la Suu que és un trèvol d'una fulla, el de més baix poder, consistent només en saber el dia exacte de la seva mort. I aquell dia havia arribat.

### Gingetsu
Tinent coronel de l'exèrcit i amic de Kazuhiko, a qui ajuda més d'un cop perquè la missió rutlli. És un trèvol de dues fulles que viu amb Ran. Com que junts sumarien cinc fulles i superarien al consell, es va fer implantar una bomba al cap posant el detonador a mans del govern per si mai intentés conspirar.

### Ran / C
Un dels tres trèvols de tres fulles que va abandonar el seu germà bessó, A, ja que era emocionalment inestable i havia matat en B, l'altre germà, perquè C se l'estimava més que a A. Viu amb Gingetsu, i té el poder de crear estris electrònics com caixes de tele-transportació, etc. Escapar-se del centre d'investigació li provoca un envelliment molt accelerat, per la qual cosa en el tom 4 es pot veure que és un nen i en el tom 1 ja es veu com un adolescent.

## Versió animada
CLOVER també consta d'una versió animada consistent en una OVA de 6 minuts on es condensen els dos primers toms del manga. Va ser dirigida per Kitarō Kōsaka i portada a terme per l'estudi Madhouse.

## Edició espanyola
L'escissió espanyola del manga CLOVER la va portar a terme l'editorial MangaLine, que va publicar els 4 toms entre Maig de 2002 i Novembre de 2002 amb una edició idèntica a la japonesa: Sobrecobertes de paper vegetal amb tinta metal·litzada i portadelles de cartolina amb els pòsters originals. L'editorial Glénat n'ha publicat la reedició, consistent en dos toms en els que es condensen els quatre originals. Els dos toms sortiren alhora pel Saló del Manga 2010.

## Cross-oversamb Tsubasa ~RESERVoir CHRoNiCLE~
En Tsubasa RESERVoir CHRoNiCLE, el gran cross-over de totes les sèries de CLAMP, apareixen unes quantes vegades al·lusions a la sèrie Clover:

En el país d'Outo, el bar on van els nois a buscar informació s'anomena "Clover", i el rètol té la mateixa forma del tatuatge que porta la Suu. A més, en aquell bar hi canta Oruha, la mateixa que a Clover. Quan els protagonistes de Tsubasa surten del país d'Outo van a parar al d'Edonis, més concretament a un lloc anomenat "Parc de les Fades", idèntic al de Clover, amb l'única diferència que on hi havia l'estàtua d'Oruha hi ha en ninot de Piffle Princess, tenda molt popular al manga d'Angelic Layer, també de CLAMP. A més, Oruha també és una de les directores del Parc juntament amb la Chitose, de Chobits. Oruha també apareix a les carreres del país de Piffle, i a altres episodis en la versió animada de Tsubasa. Finalment, en el país d'Infinity apareix un dels guàrdies de la gàbia de Suu, el conill, com a àrbitre de les batalles. A més, el lloc on Eagle convida a Sakura és la gàbia de la Suu, amb els ocells mecànics. Cal destacar que en el tom 14 de XxxHolic, la sèrie paral·lela a Tsubasa, apareix l'ocell mecànic que en Kazuhiko volia regalar a Oruha el dia del seu aniversari.